# Saison 7 de Pretty Little Liars
Chronologie
Saison 6
Cet article présente le guide des épisodes de la septième et dernière saison de la série télévisée américaine Pretty Little Liars.

## Généralités
- La saison a été diffusée en deux parties sur Freeform[1] aux États-Unis. La première a été diffusée entre le 21 juin et le 30 août 2016, et la deuxième entre le 18 avril et le 27 juin 2017[2]. Un épisode hors-série a également été diffusé le 27 juin 2017 ;
- Au Canada, elle a été diffusée en simultané sur Bravo![3] ;
- En France, la saison a été diffusée sur OCS Max. La première partie a été diffusée entre le 21 janvier 2017 et le 18 février 2017 et la deuxième partie entre le 2 septembre 2017[4] et le 30 septembre 2017. Elle a ensuite été rediffusée intégralement sur Elle Girl qui la diffuse aussi en Suisse et la rediffuse en Belgique.
- Au Québec, la saison a été diffusée entre le 5 septembre 2017 et le 23 janvier 2018 sur VRAK[5].
- En Belgique, elle a été diffusée entre le 6 septembre 2017 et le 21 septembre 2017 sur La Deux. C'est la première saison à être diffusée en Belgique sur La Deux avant sa diffusion sur Elle Girl[6].

## Distribution de la saison

### Acteurs principaux
- Troian Bellisario (VF : Sandra Valentin) : Spencer Hastings / Alex Drake
- Ashley Benson (VF : Karine Foviau) : Hanna Marin
- Tyler Blackburn (VF : Stanislas Forlani) : Caleb Rivers
- Lucy Hale (VF : Élisabeth Ventura) : Aria Montgomery
- Ian Harding (VF : Thomas Roditi) : Ezra Fitz
- Laura Leighton (VF : Danièle Douet) : Ashley Marin (épisodes 17 à 21)
- Shay Mitchell (VF : Ingrid Donnadieu) : Emily Fields
- Andrea Parker (VF : Françoise Rigal) : Mary Drake / Jessica DiLaurentis[7]
- Janel Parrish (VF : Geneviève Doang) : Mona Vanderwaal
- Sasha Pieterse (VF : Cécile Nodie) : Alison DiLaurentis

### Acteurs récurrents
- Keegan Allen (VF : Hervé Rey) : Toby Cavanaugh
- Roma Maffia (VF : Frédérique Cantrel) : Linda Tanner
- Lesley Fera (VF : Céline Monsarrat) : Veronica Hastings
- Nolan North (VF : Georges Caudron) : Peter Hastings
- Dre Davis (VF : Zina Khakhoulia) : Sara Harvey
- Huw Collins (VF : Karim Tougui) : Dr Elliot Rollins/Archer Dunhill
- David Coussins (VF : Florian Westerhoff) : Jordan Hobart
- Kara Royster (VF : Deborah Grall) : Yvonne Phillips
- Nicholas Gonzalez : Marco Furey[8]
- Drew Van Acker (VF : Emmanuel Garijo) : Jason DiLaurentis (épisodes 7 et 9)

### Invités spéciaux
- Holly Marie Combs (VF : Vanina Pradier) : Ella Montgomery
- Chad Lowe (VF : Patrick Mancini) : Byron Montgomery

### Invités
- Jim Titus (en) (VF : Daniel Lobé) : Barry Maple
- Nia Peeples (VF : Odile Schmitt) : Pam Fields
- Lulu Brud (en) (VF : Alexandra Ansidei) : Sabrina
- Isabella Rice (en) : Alison DiLaurentis (jeune)
- Vanessa Ray (VF : Olivia Dalric) : CeCe Drake / Charlotte DiLaurentis
- Brendan Robinson (VF : Antoine Schoumsky) : Lucas Gottesman
- Tammin Sursok (VF : Adeline Chetail) : Jenna Marshall[9]
- Brant Daugherty (VF : Thierry D'Armor) : Noel Kahn[10]
- Lindsey Shaw (VF : Marie-Eugénie Maréchal) : Paige McCullers[11]
- Meg Foster (VF : Pascale Jacquemont) : Carla Grunwald
- Shane Coffey (VF : Juan Llorca) : Holden Strauss[12]
- Ava Allan (es) : Addison Derringer[13]
- Chloe Bridges (VF : Laëtitia Coryn) : Sydney Driscoll[14]
- Edward Kerr (en) (VF : Michel Dodane) : Ted Wilson[15]
- Julian Morris (VF : Alexis Tomassian) : Wren Kingston[16]
- Torrey DeVitto (VF : Véronique Desmadryl) : Melissa Hastings[17]

## Épisodes

### Épisode 1:L'heure tourne, les pétasses
- États-Unis : 21 juin 2016 sur Freeform
- France : 21 janvier 2017 sur OCS Max
- Québec : 5 septembre 2017 sur VRAK
- Belgique : 6 septembre 2017 sur La Deux

### Épisode 2:Pagaille
- États-Unis : 28 juin 2016 sur Freeform
- France : 21 janvier 2017 sur OCS Max
- Belgique : 7 septembre 2017 sur La Deux
- Québec : 12 septembre 2017 sur VRAK

### Épisode 3:Le Talentueux Monsieur Rollins
- États-Unis : 5 juillet 2016 sur Freeform
- France : 28 janvier 2017 sur OCS Max
- Belgique : 7 septembre 2017 sur La Deux
- Québec : 19 septembre 2017 sur VRAK

### Épisode 4:Délit de fuite(s)
- États-Unis : 12 juillet 2016 sur Freeform
- France : 28 janvier 2017 sur OCS Max
- Belgique : 8 septembre 2017 sur La Deux
- Québec : 26 septembre 2017 sur VRAK

L'épisode commence avec Spencer, Aria et Emily qui enterrent le cadavre d'Elliott alors que Hanna et Alison sont encore traumatisées par ce qui vient de se passer. Après cela, Aria et Alison retournent à Welby tandis que Spencer, Hanna et Emily mettent en place un scénario pour que la police ne découvre pas la vérité. Alison raconte à Aria ce qui s'est passé avant que Charlotte ne meure. Charlotte et Alison discutaient de la relation entre celle-ci et Elliott et après que Charlotte lui ai demandé de la laisser tranquille, Alison sort de l'église et c'est à ce moment-là que quelqu'un a tué Charlotte. Lorsque Hanna et Aria vont dans les bois afin de retrouver la voiture, ils découvrent que le véhicule a disparu. Mona apparaît alors, conduisant la voiture, et elle révèle qu'elle avait couvert quelques pistes pour les Liars. Caleb apparaît, en essayant de reconquérir Spencer, il finit par lui parler des événements passés et ne sait pas que Hanna, son ex est en train de les écouter. Accablée par la situation, Spencer va dans un bar et finit par rencontrer Marco Furey qui lui a payé une boisson. Plus tard, les deux se livrent à des ébats sexuels dans un ascenseur, mais Spencer, cependant fait machine arrière.
Le lendemain, les menteuses et Mona sont au bar, en parlant de ce qui est arrivé la veille et Jenna Marshall apparaît soudainement, elle révèle qu'elle est de retour à Rosewood pour célébrer l'union de Toby et Yvonne. Lorsque Toby arrive à la station de police et voit Jenna, il discute avec elle de son apparition soudaine à Rosewood. Spencer va chez Caleb et découvre qu'il n'est pas là. Aria et Emily vont à Welby voir Alison puis tombe sur Toby qui leur demande de le suivre puis dans l'appartement d'Hanna, il leur parle de sa découverte sur le vrai Elliott Rollins. Il dit que le vrai Elliott Rollins est mort il y a quelques années, et leur dit que l'autre est un imposteur. Pour finir, Toby leur dit que celui-ci est depuis introuvable sans se douter que les filles l'ont enterré. 

### Épisode 5:Il faut faire avec Mary
- États-Unis : 19 juillet 2016 sur Freeform
- France : 4 février 2017 sur OCS Max
- Belgique : 8 septembre 2017 sur La Deux
- Québec : 3 octobre 2017 sur VRAK

### Épisode 6:L'Homme de la photo
- États-Unis : 2 août 2016 sur Freeform
- France : 4 février 2017 sur OCS Max
- Belgique : 11 septembre 2017 sur La Deux
- Québec : 10 octobre 2017 sur VRAK

### Épisode 7:On n'est jamais vraiment à l'abri à Rosewood
- États-Unis : 9 août 2016 sur Freeform
- France : 11 février 2017 sur OCS Max
- Belgique : 11 septembre 2017 sur La Deux
- Québec : 17 octobre 2017 sur VRAK

### Épisode 8:Le Club des ex
- États-Unis : 16 août 2016 sur Freeform
- France : 11 février 2017 sur OCS Max
- Belgique : 12 septembre 2017 sur La Deux
- Québec : 24 octobre 2017 sur VRAK

### Épisode 9:La Revanche de Noel Kahn
- États-Unis : 23 août 2016 sur Freeform
- France : 18 février 2017 sur OCS Max
- Belgique : 12 septembre 2017 sur La Deux
- Québec : 31 octobre 2017 sur VRAK

### Épisode 10:Preuves ADN
- États-Unis : 30 août 2016 sur Freeform
- France : 18 février 2017 sur OCS Max
- Belgique : 13 septembre 2017 sur La Deux
- Québec : 7 novembre 2017 sur VRAK

### Épisode 11:Une dernière partie
- États-Unis : 18 avril 2017[2]
- France : 2 septembre 2017 sur OCS Max
- Belgique : 13 septembre 2017 sur La Deux
- Québec : 14 novembre 2017 sur VRAK

### Épisode 12:Tel est pris qui croyait prendre…
- États-Unis : 25 avril 2017 sur Freeform
- France : 2 septembre 2017 sur OCS Max
- Belgique : 14 septembre 2017 sur La Deux
- Québec : 21 novembre 2017 sur VRAK

### Épisode 13:À toi de jouer, Hanna
- États-Unis : 2 mai 2017 sur Freeform
- France : 9 septembre 2017 sur OCS Max
- Belgique : 14 septembre 2017 sur La Deux
- Québec : 28 novembre 2017 sur VRAK

### Épisode 14:Parents biologiques
- États-Unis : 9 mai 2017 sur Freeform
- France : 9 septembre 2017 sur OCS Max
- Belgique : 18 septembre 2017 sur La Deux
- Québec : 5 décembre 2017 sur VRAK

### Épisode 15:Elle ou moi
- États-Unis : 23 mai 2017 sur Freeform
- France : 16 septembre 2017 sur OCS Max
- Belgique : 18 septembre 2017 sur La Deux
- Québec : 12 décembre 2017 sur VRAK

### Épisode 16:La Vengeance d'Arctarus
- États-Unis : 30 mai 2017 sur Freeform
- France : 16 septembre 2017 sur OCS Max
- Belgique : 19 septembre 2017 sur La Deux
- Québec : 19 décembre 2017 sur VRAK

### Épisode 17:De nouveaux départs?
- États-Unis : 6 juin 2017 sur Freeform
- Belgique : 19 septembre 2017 sur La Deux
- France : 23 septembre 2017 sur OCS Max
- Québec : 2 janvier 2018 sur VRAK

A.D menace Aria de divulguer à la police un document compromettant sur Ezra si elle ne dépose pas un enregistrement chez Spencer. Le détective Furey frappe à la porte de Hanna. Il veut l'interroger sur l'inondation à l'hôtel Radley. Des témoins l'ont vu avec Caleb là-bas.

### Épisode 18:Choisir ou perdre
- États-Unis : 13 juin 2017 sur Freeform
- Belgique : 20 septembre 2017 sur La Deux
- France : 23 septembre 2017 sur OCS Max
- Québec : 9 janvier 2018 sur VRAK

### Épisode 19:Adieu ma chérie
- États-Unis : 20 juin 2017 sur Freeform
- Belgique : 20 septembre 2017 sur La Deux
- France : 30 septembre 2017 sur OCS Max
- Québec : 16 janvier 2018 sur VRAK

### Épisodes 20 et 21:Jusqu'à ce que la mort nous sépare
- États-Unis : 27 juin 2017 sur Freeform
- Belgique : 21 septembre 2017 sur La Deux
- France : 30 septembre 2017 sur OCS Max
- Québec : 23 janvier 2018 sur VRAK

### Épisode 21.5:Pretty Little Liars: A-List Wrap Party
- États-Unis : 27 juin 2017 sur Freeform